# Латковић
Латковић је насеље у Србији у општини Љиг у Колубарском округу. Према попису из 2022. било је 386 становника.
Село Латковић је званично добило аеро клуб основан 2020.

## Демографија
У насељу Латковић живи 358 пунолетних становника, а просечна старост становништва износи 42,6 година (40,4 код мушкараца и 45,0 код жена). У насељу има 144 домаћинства, а просечан број чланова по домаћинству је 3,08.
Ово насеље је великим делом насељено Србима (према попису из 2002. године), а у последња три пописа, примећен је пад у броју становника.
|  |

| Демографија | Демографија | Демографија |
| Година      | Становника  | Становника  |
| ----------- | ----------- | ----------- |
| 1948.       | 704         |             |
| 1953.       | 715         |             |
| 1961.       | 674         |             |
| 1971.       | 572         |             |
| 1981.       | 582         |             |
| 1991.       | 538         | 527         |
| 2002.       | 443         | 487         |

| Етнички састав према попису из 2002.‍ | Етнички састав према попису из 2002.‍ | Етнички састав према попису из 2002.‍ | Етнички састав према попису из 2002.‍ | Етнички састав према попису из 2002.‍ |
| ------------------------------------ | ------------------------------------ | ------------------------------------ | ------------------------------------ | ------------------------------------ |
|                                      |                                      |                                      |                                      |                                      |
| Срби                                 | Срби                                 |                                      | 442                                  | 99,77%                               |
| Југословени                          | Југословени                          |                                      | 1                                    | 0,22%                                |
| непознато                            | непознато                            |                                      | 0                                    | 0,0%                                 |

| Година пописа     | 1948. | 1953. | 1961. | 1971. | 1981. | 1991. | 2002. |
| ----------------- | ----- | ----- | ----- | ----- | ----- | ----- | ----- |
| Број домаћинстава | 135   | 152   | 177   | 166   | 163   | 164   | 144   |

| Број чланова      | 1  | 2  | 3  | 4  | 5  | 6  | 7 | 8 | 9 | 10 и више | Просек |
| ----------------- | -- | -- | -- | -- | -- | -- | - | - | - | --------- | ------ |
| Број домаћинстава | 35 | 33 | 19 | 24 | 16 | 12 | 4 | 0 | 1 | 0         | 3,08   |

| Пол    | Укупно | Неожењен/Неудата | Ожењен/Удата | Удовац/Удовица | Разведен/Разведена | Непознато |
| ------ | ------ | ---------------- | ------------ | -------------- | ------------------ | --------- |
| Мушки  | 191    | 54               | 115          | 14             | 8                  | 0         |
| Женски | 186    | 21               | 117          | 40             | 8                  | 0         |
| УКУПНО | 377    | 75               | 232          | 54             | 16                 | 0         |

| Пол    | Укупно                    | Пољопривреда, лов и шумарство | Рибарство                            | Вађење руде и камена | Прерађивачка индустрија       |
| ------ | ------------------------- | ----------------------------- | ------------------------------------ | -------------------- | ----------------------------- |
| Мушки  | 121                       | 49                            | 0                                    | 14                   | 23                            |
| Женски | 68                        | 50                            | 0                                    | 1                    | 1                             |
| УКУПНО | 189                       | 99                            | 0                                    | 15                   | 24                            |
| Пол    | Производња и снабдевање   | Грађевинарство                | Трговина                             | Хотели и ресторани   | Саобраћај, складиштење и везе |
| Мушки  | 7                         | 11                            | 1                                    | 1                    | 8                             |
| Женски | 2                         | 0                             | 7                                    | 3                    | 0                             |
| УКУПНО | 9                         | 11                            | 8                                    | 4                    | 8                             |
| Пол    | Финансијско посредовање   | Некретнине                    | Државна управа и одбрана             | Образовање           | Здравствени и социјални рад   |
| Мушки  | 1                         | 0                             | 2                                    | 0                    | 1                             |
| Женски | 1                         | 1                             | 0                                    | 1                    | 1                             |
| УКУПНО | 2                         | 1                             | 2                                    | 1                    | 2                             |
| Пол    | Остале услужне активности | Приватна домаћинства          | Екстериторијалне организације и тела | Непознато            | Непознато                     |
| Мушки  | 1                         | 0                             | 0                                    | 2                    | 2                             |
| Женски | 0                         | 0                             | 0                                    | 0                    | 0                             |
| УКУПНО | 1                         | 0                             | 0                                    | 2                    | 2                             |